# Oscar Beregi, Jr.
Oscar Beregi, Jr. est un acteur américain d'origine hongroise, né le 12 mai 1918 en Hongrie, mort le 1er novembre 1976 à Los Angeles (Californie). Il est le fils d'Oscar Beregi, Sr. et, pour éviter toute confusion, il décida de n'être crédité au générique que sous le nom d'Oscar Beregi.
Dans La Quatrième Dimension, il se prêta à trois rôles : Farwell dans Rendez-vous dans un siècle où quatre bandits se réveillent cent ans après avoir cambriolé un dépôt d'or ; le capitaine Lutze dans Le Musée des morts, où un ancien nazi est jugé par les personnes qu'il a tuées dans un camp ; Karl Werner dans La Muette, télépathe cherchant à manipuler une jeune fille. 

## Filmographie
- 1952 : Tout peut arriver (Anything Can Happen) de George Seaton : oncle John
- 1953 : Tonight We Sing (en) de Mitchell Leisen : Dr Markoff
- 1953 : La Légion du Sahara (Desert Legion) de Joseph Pevney : Si Khalil
- 1959 : The Oregon Trail de Gene Fowler Jr. : Ralph Clayman
- 1960 : Le Milliardaire (Let's Make Love) de George Cukor : chauffeur
- 1960 : Le Grand Sam (North to Alaska) d'Henry Hathaway : capitaine
- 1961 : Operation Eichmann (pl) de R.G. Springsteen : Chief of Police, Kuwait
- 1961 : Les Incorruptibles (série télévisée) Le Grand Réseau
- 1961 : The Fiercest Heart de George Sherman : Klaas
- 1961 : Jugement à Nuremberg (Judgment at Nuremberg) de Stanley Kramer : serveur au salon de la cour
- 1963 : Police Nurse (en) de Maury Dexter  : Dr Leon Claudel
- 1964 : The Incredible Mr. Limpet d'Arthur Lubin : amiral nazi
- 1964 : My Fair Lady de George Cukor : Greek Ambassador
- 1964 : 36 Heures avant le débarquement (36 Hours) de George Seaton : Lt. Col. Karl Ostermann
- 1965 : La Nef des fous (Ship of Fools) de Stanley Kramer : Lutz, père d'Elsa
- 1965 : Morituri de Bernhard Wicki : Adm. Wendel
- 1965 - 1968 : Les Mystères de l'Ouest (The Wild Wild West), de Michael Garrison (série TV)
  - La Nuit du Cadavre fluorescent (The Night of the Glowing Corpse), Saison 1 épisode 7, de Irving J. Moore (1965) : Dr Jean-Paul Ormont
  - La Nuit de la Princesse (The Night of the Running Death), Saison 3 épisode 15, de Gunnar Hellstrom (1967) : Colonel Dieboldt
  - La Nuit des Cosaques (The Night of the Cossacks), Saison 4 épisode 22, de Mike Moder (1968) : Petrovsky
- 1966 ; Mission Impossible : col. Kavrik (# Saison 1, Épisodes 4 et 5)
- 1966 ; Papa Schultz : Gen. Stauffen (# Saison 2, Épisode 4)
- 1967 : The Scorpio Letters (TV) : Philippe Soriel (Scorpio)
- 1968 : Panic in the City d'Eddie Davis : Dr Paul Cerbo
- 1970 : The Christine Jorgensen Story (en) d'Irving Rapper : Dr Victor Dahlman
- 1970 : L'Insurgé (The Great White Hope) de Martin Ritt : Ragosy
- 1971 : Cactus in the Snow de Martin Zweibach : Mr. Albert
- 1972 : Tout ce que vous avez toujours voulu savoir sur le sexe sans jamais oser le demander (Everything You Always Wanted to Know About Sex * But Were Afraid to Ask) de Woody Allen : Brain Control
- 1973 : Columbo : Match dangereux (The Most Dangerous Match) (TV): le restaurateur
- 1974 : Frankenstein Junior (Young Frankenstein) de Mel Brooks : Sadistic Jailor